# Tragiscoschema nigroscriptum
Tragiscoschema nigroscriptum là một loài bọ cánh cứng trong họ Cerambycidae.